# Улица Аккуратова
Улица Аккура́това — улица в Приморском районе Санкт-Петербурга на территории исторического района Удельная. Проходит от стыка 3-й линии 1-й половины и аллеи Павла Садырина до Фермского шоссе.
Протяжённость улицы — 660 м.

## История
Улица известна с 1912 года как Мариинская. 26 декабря 1940 года была переименована в честь Героя Советского Союза Ф. Я. Аккуратова.

## География
Улица проложена с запада на восток до Фермского шоссе, заканчивается в 90 метрах от станции Удельная. Западная часть нечётной стороны улицы граничит с Удельным парком.

## Здания и сооружения
- д. 2 — Федеральное государственное бюджетное учреждение «Национальный медицинский исследовательский центр имени В. А. Алмазова» Министерства здравоохранения Российской Федерации
- д. 11 — бывшее здание Мариинского детского приюта, 1903—1906 гг., арх. В. В. Суслов.  7830593000
- д. 12 — ООО «Опытное производственное предприятие спортивной индустрии»
- д. 13 — офисный центр

## Транспорт
По разным частям улицы следуют автобусные маршруты № 38, 40, 45, 85, 112, 208, 219, 235, 279.

## Пересечения
С запада на восток (по нумерации домов):
- 3-я линия 1-й половины и аллея Павла Садырина
- Афонская улица
- Тбилисская улица (фактически отсутствует)
- Фермское шоссе